# Одуванчики для канареек
Одуванчики для канареек — дебютный студийный альбом российской рок-группы «Мёртвые дельфины», вышедший 9 декабря 2003 года.

## История
После выступления на рок-фестивале «Нашествие-2001» группа на некоторое время выпала из публичного пространства. В 2003 году она вернулась с синглом «На моей луне», добившемся заметного успеха. Песня лидировала в хит-параде «Нашего радио» «Чартова дюжина» и издавалась в сборниках. Записанный собственными силами альбом вышел 9 декабря на лейбле «Фирма грамзаписи „Никитин“». В 2004 году состоялось переиздание релиза с обновлённым звучанием и добавленной композицией «Свинцовое одеяло».

## Список композиций (издание 2003)
| №   | Название                                                             | Длительность |
| --- | -------------------------------------------------------------------- | ------------ |
| 1.  | «Котики-наркотики»                                                   | 4:44         |
| 2.  | «Пусть приснится»                                                    | 2:26         |
| 3.  | «Девственность»                                                      | 3:30         |
| 4.  | «Музыка в огне»                                                      | 3:49         |
| 5.  | «На моей луне»                                                       | 3:21         |
| 6.  | «Облако в Штанах (Live программа 'Воздух', 'Наше Радио' 15.11.2003)» | 4:29         |
| 7.  | «Моногамия»                                                          | 3:23         |
| 8.  | «Мёртвый город»                                                      | 2:48         |
| 9.  | «Пьяные танцы»                                                       | 3:15         |
| 10. | «Вампиры»                                                            | 2:57         |
| 11. | «На моей луне (Live программа 'Воздух', 'Наше Радио' 15.11.2003)»    | 3:47         |

## Список композиций (переиздание 2004)
| №   | Название                         | Длительность |
| --- | -------------------------------- | ------------ |
| 1.  | «Мёртвый город»                  | 2:45         |
| 2.  | «Котики-наркотики»               | 4:44         |
| 3.  | «Музыка в огне»                  | 3:49         |
| 4.  | «Девственность»                  | 3:31         |
| 5.  | «На моей луне»                   | 3:21         |
| 6.  | «Моногамия»                      | 3:23         |
| 7.  | «Вампиры»                        | 2:57         |
| 8.  | «Пьяные танцы»                   | 3:15         |
| 9.  | «Свинцовое одеяло (New version)» | 3:48         |
| 10. | «Пусть приснится»                | 2:26         |
| 11. | «Облако в штанах (New version)»  | 3:32         |

## Участники записи
- Артур Ацаламов — вокал, автор
- Назир Ильясов — гитара
- Александр Помараев — бас-гитара
- Сергей Золотухин — ударные